# Théâtre de la Ville - Sarah-Bernhardt
« Théâtre de la Cité » redirige ici. Pour la salle toulousaine, voir Théâtre de la Cité – CDN Toulouse Occitanie.
Le théâtre de la Ville - Sarah-Bernhardt est un théâtre parisien situé 2, place du Châtelet dans 4e arrondissement. Il est devenu à partir du début des années 1980 un lieu majeur de promotion et de reconnaissance internationale de la danse contemporaine et de ses jeunes créateurs. Il possède également, depuis 1996, une deuxième salle, dans le nord de Paris, le théâtre des Abbesses. 
Entre 2016 et 2023, en raison de sa rénovation, il est installé provisoirement à l'espace Cardin, situé avenue Gabriel (8e arr.).
Il a porté divers noms au fil du temps : Théâtre-Lyrique de 1862 à 1871, Théâtre-Lyrique-Dramatique en 1874, Théâtre-Historique de 1875 à 1878, théâtre des Nations de 1879 à 1898 puis de 1957 à 1967, théâtre Sarah-Bernhardt de 1899 à 1940 puis de 1947 à 1957 ou encore théâtre de la Cité de 1941 à 1947. Il est baptisé simplement « théâtre de la Ville » à partir de 1968 avant de porter à nouveau le nom de Sarah-Bernhardt depuis 2023.

## Historique
Le théâtre de la Ville a été dessiné par l'architecte Gabriel Davioud dans le cadre de la restructuration de Paris faite par Napoléon III et son préfet de la Seine, le baron Haussmann. Il a été édifié à l'emplacement des rues de la Tuerie, de la Vieille-Lanterne, de la Vieille-Place-aux-Veaux, de la Vieille-Tannerie et Saint-Jérôme entre 1860 et 1862 sur le même plan que le théâtre du Châtelet qui lui fait face, en remplacement de l'ancienne salle du Théâtre-Historique du boulevard du Temple. Il offre une capacité de 1 000 places.
Il abrite à son ouverture la troupe du Théâtre-Lyrique, dirigée par Léon Carvalho qui y crée une série d'œuvres majeures de l'opéra français parmi lesquelles Mireille (1864) et Roméo et Juliette (1867) de Charles Gounod, Les Pêcheurs de perles (1863) et La Jolie Fille de Perth (1866) de Georges Bizet ou encore le deuxième volet des Troyens de Hector Berlioz (1863). Mais le répertoire s'ouvre également aux grands compositeurs étrangers tels Bellini, Donizetti, Mozart, Verdi, Wagner et Weber. Le chef d'orchestre Jules Pasdeloup reprend la direction en 1868 mais le théâtre est détruit par un incendie le 25 mai 1871 lors des événements de la Commune.

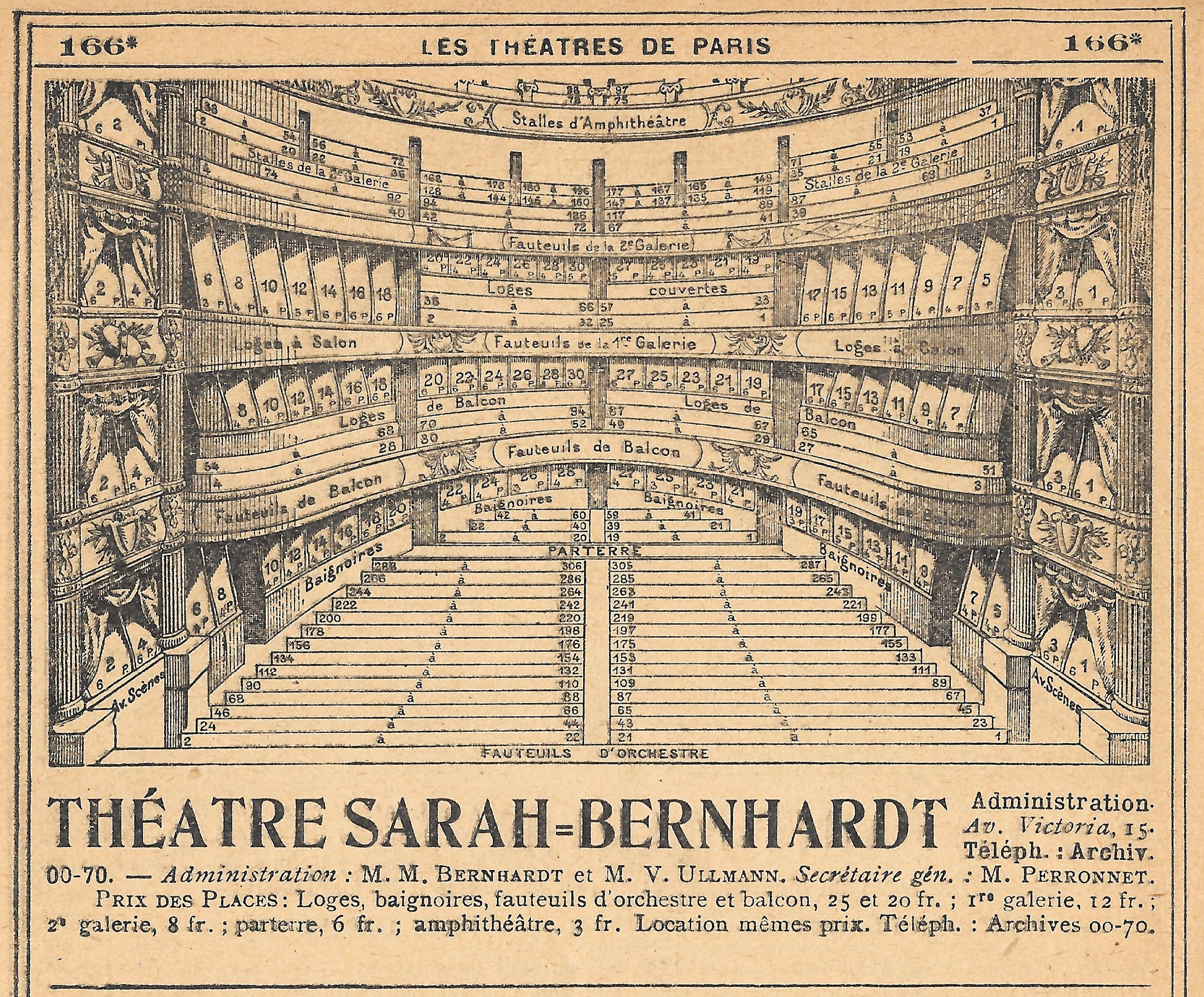
Plan de 1925, prix des places et administration.

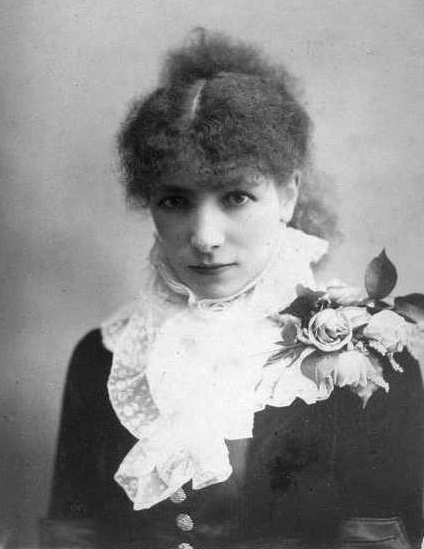
Sarah Bernhardt vers 1885.

Reconstruit à l'identique en 1874, sauf pour l'aménagement intérieur, il est rebaptisé successivement Théâtre-Lyrique-Dramatique (1874), Théâtre-historique (1875) puis théâtre des Nations en 1879, et abrite temporairement les troupes du Théâtre-Italien et de l'Opéra-Comique, avant que la comédienne Sarah Bernhardt n'en obtienne le bail de la Ville de Paris en 1898 et ne s'y produise à partir de 1899, lui donnant son nom. Le 16 octobre 1925, les frères Vincent et Émile Isola prennent la direction du théâtre Sarah-Bernhardt. En 1935, ils s'associent à Louis Rozenberg dans la direction du théâtre en déficit.
À la victoire du Front populaire, il devient un temps « théâtre du Peuple » puis, sous l'occupation allemande, le 2 novembre 1941, le théâtre Sarah-Bernhardt est renommé théâtre de la Cité. En 1943, la première pièce de Jean-Paul Sartre, Les Mouches, est donnée par le nouveau directeur du théâtre, Charles Dullin.
Après la guerre, le théâtre reprend son nom de Sarah-Bernhardt sous la nouvelle direction d'A.-M. Julien. Celui-ci y crée avec Claude Planson en 1954 le Festival d'Art dramatique de Paris. Bénéficiant de l'aide de l'UNESCO, de l'Institut international du théâtre et des ambassades concernées, il accueille entre autres Bertolt Brecht et son Berliner Ensemble et le Piccolo Teatro di Milano de Giorgio Strehler. Le théâtre est rebaptisé en 1957 théâtre des Nations. En 1966, la ville de Paris entreprend une importante restructuration de l'institution. La salle est fermée pendant deux ans pour permettre la reconstruction totale de l'espace intérieur sur les plans de Valentin Fabre et Jean Perrottet entre 1967-1968, avec notamment l'installation d'une structure moderne en gradins pouvant accueillir 987 spectateurs et la préservation de la façade et de la toiture, qui sont inscrites aux monuments historiques en 1990. Contrairement au théâtre du Châtelet, la salle à l'italienne d'origine disparaît donc. Il prend dès lors son nom actuel de théâtre de la Ville et sa direction est confiée à Jean Mercure.
Les fondations du théâtre actuelles ont été mises en place par Jean Mercure de 1968 au début des années 1980. Gérard Violette en prend la direction en 1985 et réoriente la programmation. Le théâtre s'ouvre alors à la danse contemporaine, qui occupe désormais une place majeure, ainsi qu'aux musiques du monde. Il devient en particulier l'institution essentielle de la promotion auprès du grand public de nouvelles formes de danses. Ce sera en particulier le lieu d'éclosion et de consécration de la nouvelle danse française et des chorégraphes contemporains belges, dont beaucoup de chorégraphies furent coproduites par le théâtre de la Ville. 

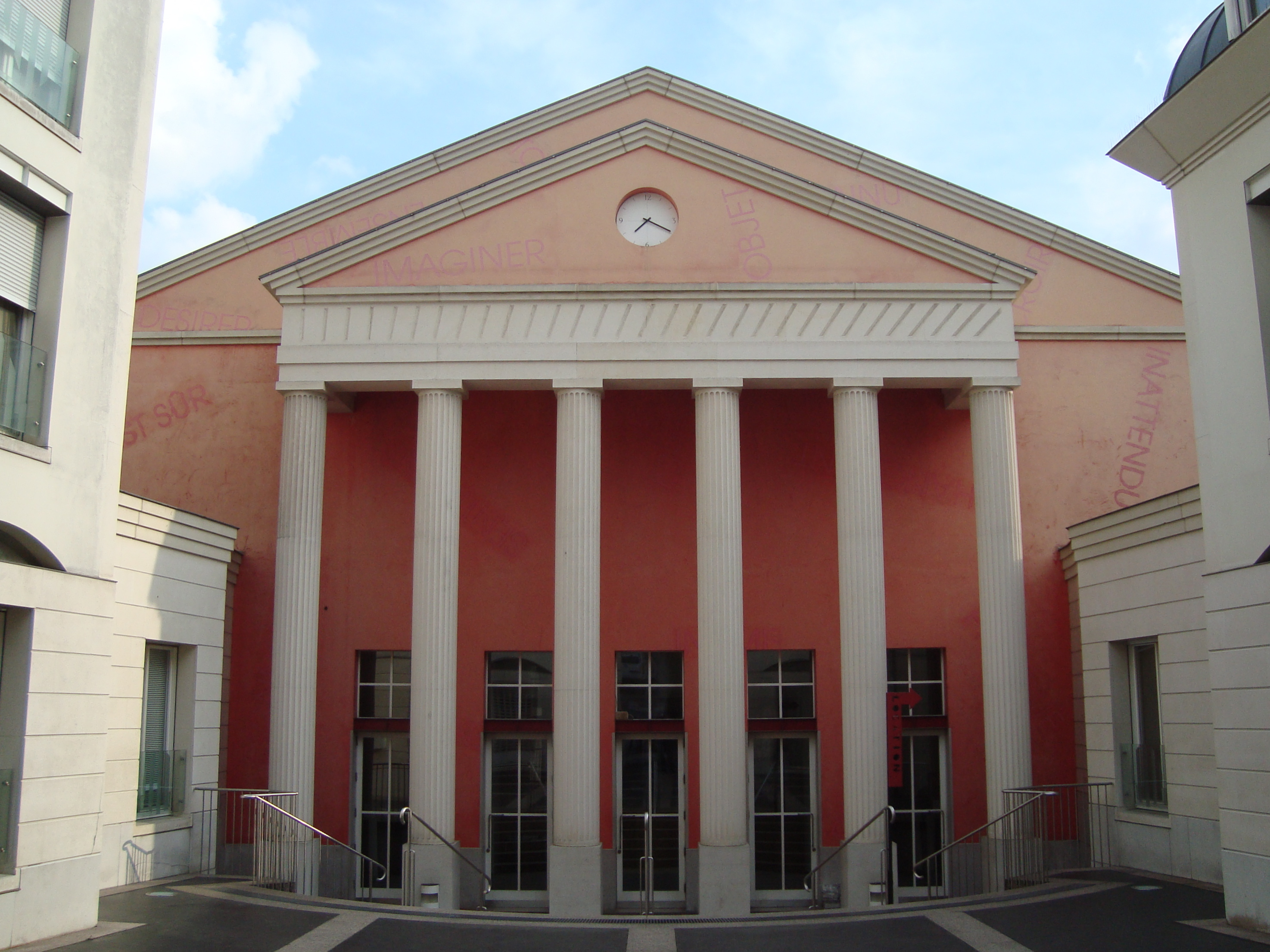
Le théâtre des Abbesses, la seconde salle du théâtre de la Ville ouverte en 1996.

En 1996, le théâtre de la Ville s'agrandit, avec une seconde salle de 400 places ouverte au théâtre des Abbesses, un lieu réhabilité par l'architecte belge Charles Vandenhove, et les artistes Daniel Buren et Olivier Debré qui a peint les fresques murales intérieures.
En juin 2008, Gérard Violette, en accord avec la Ville de Paris, laisse la direction du théâtre de la Ville à son successeur, Emmanuel Demarcy-Mota, nommé le 25 septembre 2007,.

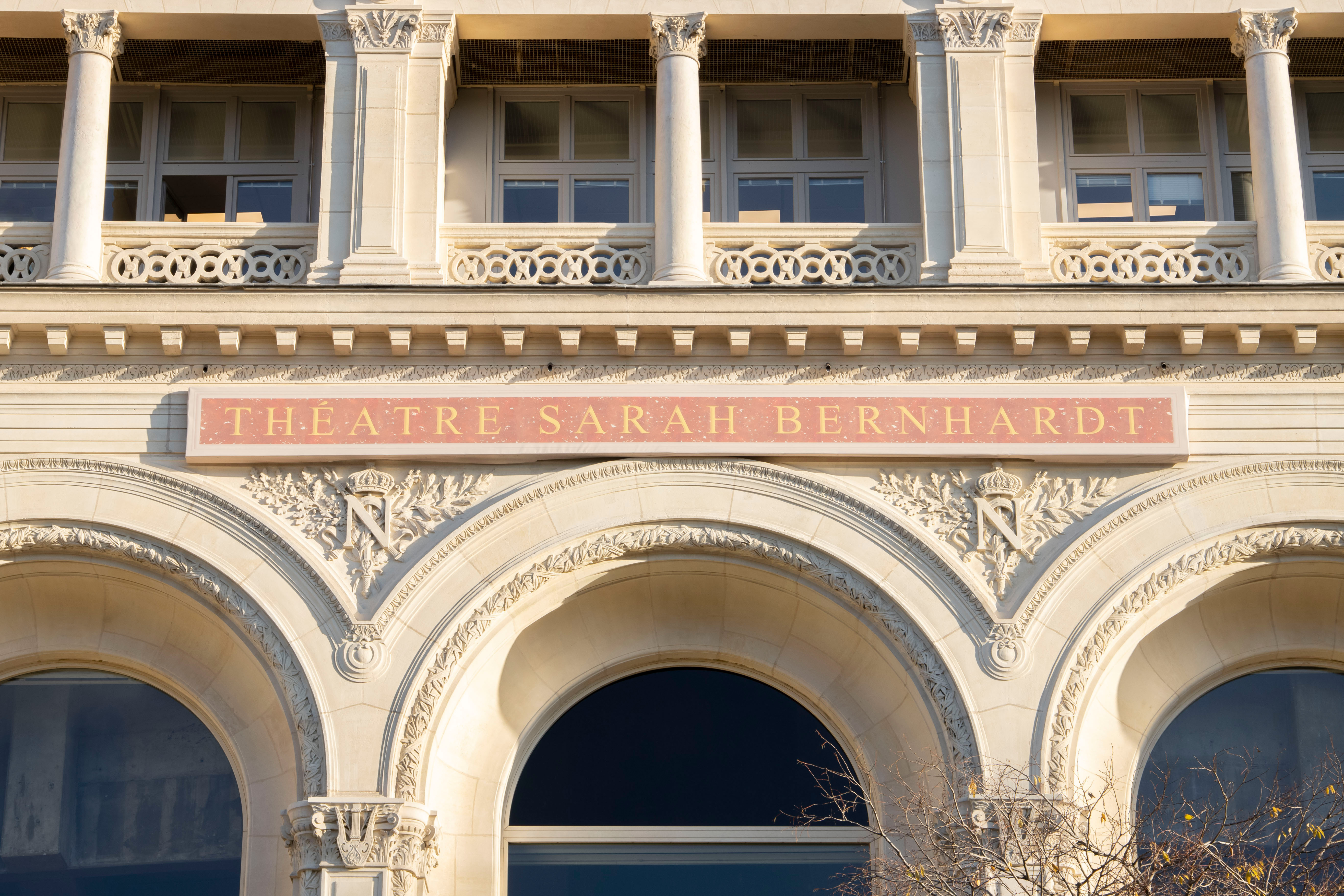
La plaque sur la façade principale du théâtre, rebaptisé Sarah-Bernhardt à la suite de sa rénovation en 2023.

Le théâtre de la Ville n'avait pas connu de travaux d'envergure depuis 1968. À partir de novembre 2016, le site est fermé pour rénovation mais la programmation continue et se déploie à l'espace Cardin, au théâtre des Abbesses et chez 16 lieux partenaires à Paris et en Île-de-France. Initialement prévue en 2019, la date de réouverture est finalement repoussée à septembre 2023 en raison d'une pollution au plomb et à l'amiante sous-estimée. D'un coût initial de 26 millions d'euros, les travaux comprenaient notamment la reconfiguration du hall d'entrée et de la mezzanine,.
En juillet 2020, le théâtre signe une convention avec l'AP-HP pour intervenir dans sept hôpitaux de la ville. Les acteurs de la Troupe de l'imaginaire, formés à intervenir en milieu hospitalier, y font des consultations poétiques, musicales et dansées pour les patients.
Depuis 2023, le théâtre organise annuellement son propre festival pluridisciplinaire, gratuit et se déroulant sur différents jardins et places de Paris : le Festival des Places,.

## Programmation
Le théâtre de la Ville programme une centaine de spectacles différents par an pour environ 400 représentations. Dans sa salle de la place du Châtelet, ainsi que dans la deuxième salle construite au 31, rue des Abbesses dans le 18e arrondissement dite « théâtre des Abbesses », l'institution qui dépend de la Ville de Paris développe à des prix accessibles (de 10 à 30 euros la place), une programmation selon quatre axes :
- danse contemporaine, pour laquelle le théâtre de la Ville est probablement depuis plus de 20 ans le grand lieu en France et en Europe où les compagnies internationales se voient définitivement reconnues ;
- théâtre, avec un parti pris moderne soit dans les textes (plusieurs programmations chaque année d'auteurs vivants) soit par la mise en scène ;
- musique du monde, dont ce théâtre a été un pionnier en France et développe une programmation de qualité ;
- musique de chambre.

Le Journal du théâtre de la Ville  (ISSN 0248-8248) est publié de manière bimestrielle (en général cinq numéros par an) par l'institution afin de présenter les spectacles à venir de la période concernée, faire un bilan artistique et de fréquentation de la dernière période écoulée, et ouvrir, dans une dernière partie, ses colonnes aux évènements en relation avec l'actualité du théâtre. Ce journal est envoyé aux abonnés ou disponible gratuitement dans les deux salles de l'institution. Le directeur de la publication du journal est le directeur du théâtre de la Ville.

## Grands noms associés au théâtre de la Ville

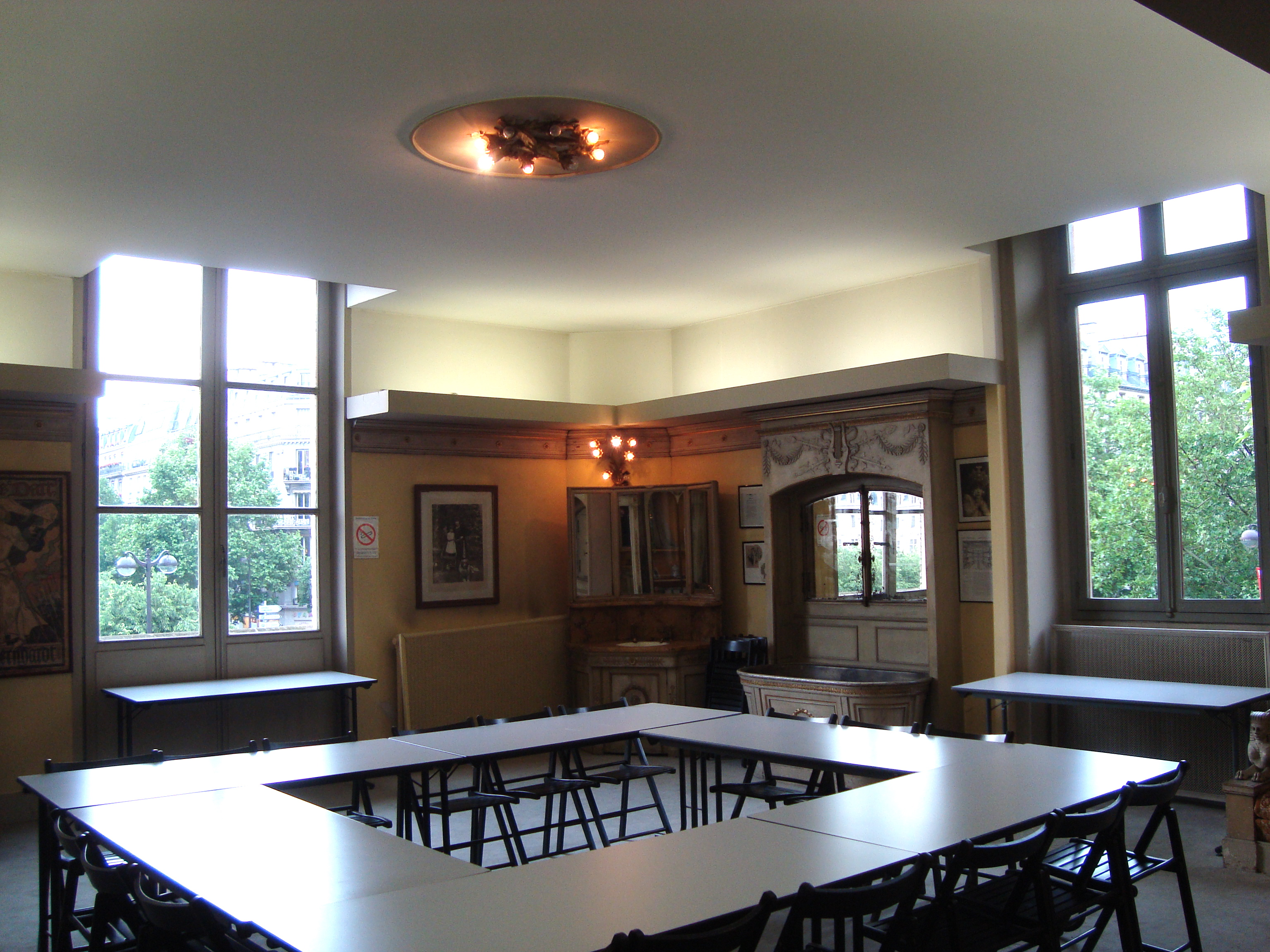
L'ancienne loge de Sarah Bernhardt, devenue foyer du théâtre.

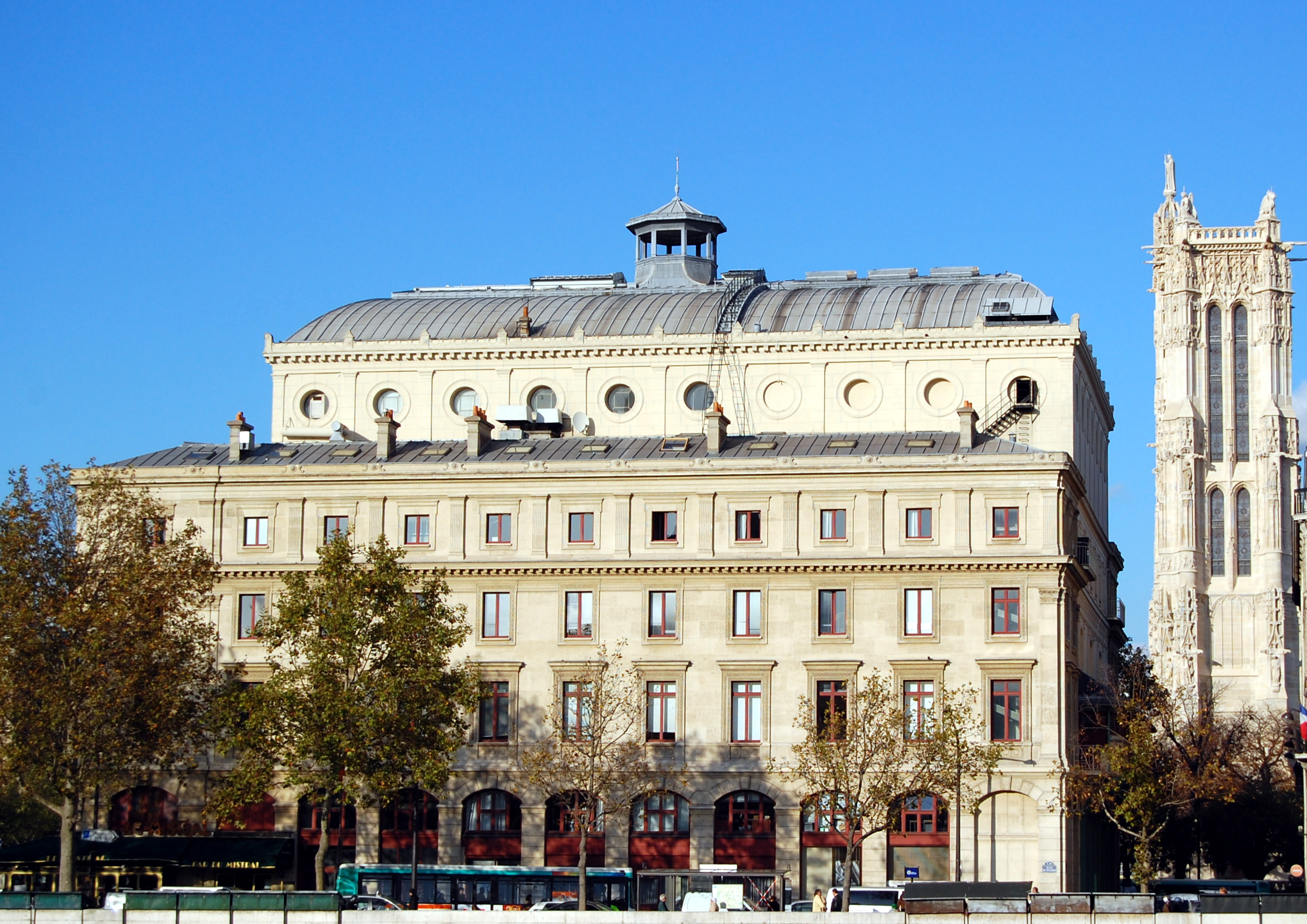
Le théâtre de la Ville, côté Seine avec à droite la tour Saint-Jacques.

### Théâtre
La grande période théâtre de la salle date de l'époque de Sarah Bernhardt, lorsque le lieu portait son nom. Après guerre, la compagnie de Jean-Louis Barrault et Madeleine Renaud s'appropria la salle jusqu'en 1967. Le théâtre, dans un lieu devenu alors théâtre de la Ville, perdit ensuite sa préeminence, pour faire place aux autres formes du spectacle vivant. Sous la direction de Jean Mercure, le théâtre gestuel et burlesque n'est pas oublié. C'est ainsi qu'en 1973 est programmé le duo Philippe Avron et Claude Evrard, en 1974 les Colombaioni, en 1975 Bernard Haller et en 1981 Jean-Paul Farré. Durant l'époque contemporaine, de nombreuses créations posthumes des pièces de Bernard-Marie Koltès sont programmées pratiquement chaque année.

### Danse contemporaine
Le théâtre de la Ville fait partie avec La Monnaie de Bruxelles, et la Brooklyn Academy of Music de New York des grands lieux de présentation et de soutien de la danse contemporaine mondiale. Depuis plus de trente ans, une trentaine de spectacles par an sont produits ou coproduit par l'institution parisienne qui en accueille fréquemment les créations mondiales ou les premières en France.
Le nom du théâtre est très intimement associé au succès de Pina Bausch que Gérard Violette est allé chercher en Allemagne à la fin des années 1970, où elle rencontrait un succès mitigé. La décennie des années 1980 a vu le théâtre devenir la pépinière et le lieu de consécration des grands noms de la Nouvelle danse française comme Maguy Marin, Dominique Bagouet, Daniel Larrieu, du quintet des grands chorégraphes flamands que sont Anne Teresa De Keersmaeker, Jan Fabre, Alain Platel, Jan Lauwers et Wim Vandekeybus, des grands chorégraphes américains comme Merce Cunningham, Carolyn Carlson, ou Lucinda Childs, et enfin de la compagnie japonaise Sankai Juku, qui y crée mondialement systématiquement ses spectacles depuis 1982. Plus récemment s'est imposée la nouvelle génération des chorégraphes à succès des années 2000 avec Sidi Larbi Cherkaoui, Akram Khan ou Rachid Ouramdane.

### Musiques du monde
Le théâtre de la Ville aura permis la découverte en France de nombreux artistes indiens et pakistanais, tels que le grand Nusrat Fateh Ali Khan totalement inconnu en Occident avant sa révélation place du Châtelet, Zakir Hussain, mais aussi Angélique Ionatos ou Cesária Évora.

### Musique classique
C'est dans ce théâtre qu'aura lieu le 24 avril 1963 la première française de Oedipus der Tyrann de Carl Orff. À cette occasion, le peintre Lucas Suppin fera se rencontrer Carl Orff et Jacques Prévert, lesquels se vouaient une admiration artistique réciproque.
Les musiciens classiques fréquemment invités au théâtre de la Ville sont Andreas Staier, Fabio Biondi, Miklós Perényi ou encore le Kronos Quartet.

## Administration et budget
Le théâtre de la Ville est dirigé par un directeur nommé en accord avec la mairie de Paris et géré en collaboration avec un administrateur. Il possède un conseil d'administration composé d'une quinzaine de membres élus et d'une douzaine de membres de droit nommés par la ville de Paris et le ministère de la Culture.
La direction du théâtre de la Ville est assurée par :
- Sarah Bernhardt de 1898 à 1923 ;
- Vincent et Émile Isola de 1925 à 1940 ;
- Charles Dullin de 1941 à 1947 ;
- A.-M. Julien de 1948 à 1966 ;
- Jean Mercure de 1968 à 1985 ;
- Gérard Violette de 1985 à 2008 ;
- Emmanuel Demarcy-Mota depuis 2008.

### Budget
En 2007, le théâtre de la Ville a compté 220 000 spectateurs dont environ 14 000 abonnés, couvrant environ 60 % du budget artistique annuel, qui représente 4,5 millions d'euros sur un budget total de fonctionnement de 13 millions, la municipalité de Paris subventionant à la hauteur de 10,7 millions d'euros.
La gestion financière de certaines primes accordées par la direction du théâtre a été critiquée par la Chambre régionale des comptes d'Île-de-France en 2013.

## Accès
Le théâtre de la Ville est accessible par les stations de métro Châtelet et Hôtel de Ville des lignes 1, 4, 7, 11 et 14.

## Dans la culture populaire
- Dans le film Paris nous appartient (sorti en 1961) de Jacques Rivette, une scène est tournée sur la place du Châtelet et le toit du théâtre de la Ville.